# Mirdza Kalnins Capanna
Mirdza Kalnins Capanna (Riga, 11 agosto 1912 – Roma, 24 novembre 1974) è stata una danzatrice e insegnante lettone.
Per quasi trent'anni è stata prima ballerina al Teatro dell'Opera di Roma, dopo essere stata prima ballerina all'Opera Nazionale Lettone a Riga.

## Biografia
Mirdza Kalnins fu iniziata agli studi di danza classica nella scuola della maestra italiana Margherita Balbo, già prima ballerina della stessa Opera di Riga, conosciuta all'epoca come "Deutsches Teater", cioè Teatro Tedesco. All'età di dieci anni Mirdza studiò con Nikolaj Sergeev, regista del Teatro Mariinskij di Pietroburgo noto per aver introdotto i balletti classici in Inghilterra. Studiando successivamente sotto la guida di Aleksandra Fëdorova, cognata di Michail Fokin, arrivata nel 1925 da Leningrado, Mirdza rivelò le sue eccezionali abilità nella danza. Ammessa come danzatrice al Teatro dell'Opera, Lydia Joffe ricorda nella rivista La Sponda (anno IV N.3-4 del 1975, Nel mondo della Danza) che Mirdza fu ammirata dal pubblico per la bravura delle sue interpretazioni, per il corpo aggraziato e la bellezza del volto, quando interpretava i balletti La bella addormentata, Il Lago dei cigni, Lo Schiaccianoci, Raymonda, L'uccello di fuoco, Il papavero rosso.  Affascinante fu anche l'apparizione di Mirdza nel Fiore di Hawaii; in questa occasione fu accolta con un entusiastico applauso del pubblico che gremiva il teatro. Danzò all'Opera Nazionale di Riga dal 1927 al 1933, perfezionandosi a Parigi con il celebre maestro russo Nikolaj Legat.
Nel 1934, durante un viaggio in Italia, fu assunta al Teatro dell'Opera di Roma. Qui interpretò balletti quali Petruška di Stravinskij, Gli Uccelli di Respighi, Coppelia di Delibes, La Bottega fantastica di Rossini-Respighi, L'Ungheria romantica con musica di Liszt. Per il suo focoso temperamento, fu particolarmente acclamata nelle opere Il Principe Igor, Carmen e Fedora. È ancor ricordata come un'interprete magistrale delle danze di carattere.
Si esibì in diversi film: Carmen fra i rossi (1939), regia di Edgard Neville; Fedora (1942) nel ruolo di Marka, regia di Camillo Mastrocinque; Altri tempi - Zibaldone n. 1 (1952) nel ruolo della Luce (Ballo Excelsior), regia di Alessandro Blasetti; Finisce sempre così di Vittorio De Sica.
Nel 1940 divenne direttrice del Corso di danza classica presso il Centro Sperimentale del Canto e di Danza e dal 1959 fino al 1961 aiuto coreografo di Aurelio Miloss al Teatro dell'Opera di Roma. Mirdza Kalnins Capanna è stata invitata in qualità di membro della giuria del concorso di Danza durante il Festival Internazionale dei Giovani e degli Studenti del 1957 a Mosca.
È morta dopo una lunga e grave malattia. È sepolta a Roma al cimitero acattolico, nei pressi della Piramide Cestia.